# Raynham Center (Massachusetts)
Raynham Center é um lugar designado pelo censo localizado no condado de Bristol no estado estadounidense de Massachusetts. No Censo de 2010 tinha uma população de 4.100 habitantes e uma densidade populacional de 363,24 pessoas por km².

## Geografia
Raynham Center encontra-se localizado nas coordenadas 41° 55′ 50″ N, 71° 02′ 43″ O. Segundo a Departamento do Censo dos Estados Unidos, Raynham Center tem uma superfície total de 11.29 km², da qual 10.96 km² correspondem a terra firme e (2.89%) 0.33 km² é água.

## Demografia
Segundo o censo de 2010, tinha 4.100 pessoas residindo em Raynham Center. A densidade populacional era de 363,24 hab./km². Dos 4.100 habitantes, Raynham Center estava composto pelo 92.1% brancos, o 2.66% eram afroamericanos, o 0.32% eram amerindios, o 1.66% eram asiáticos, o 0% eram insulares do Pacífico, o 1.02% eram de outras raças e o 2.24% pertenciam a duas ou mais raças. Do total da população o 1.49% eram hispanos ou latinos de qualquer raça.